# 슈미트수
슈미트수(Schmidt number, Sc)는 운동량 확산과 질량 확산의 비로 정의되는 무차원량이다. 동시 운동량 및 질량 확산 변환 과정이 있는 유체 흐름을 특징짓기 위해 사용된다. 독일의 공학자 슈미트(Ernst Heinrich Wilhelm Schmidt, 1892–1975)의 이름에서 비롯된 수이다.
정의 공식은 아래와 같다:
{\displaystyle \mathrm {Sc} ={\frac {\nu }{D}}={\frac {\mu }{\rho D}}={\frac {\mbox{viscous diffusion rate}}{\mbox{molecular (mass) diffusion rate}}}}
- v = 점성
- D = 질량 확산
- u = 유체의 동적 점성
- p = 밀도